# 1867 a jogalkotásban
1867-ben az alábbi jogszabályokat alkották meg:

## Magyarország

### Törvények
- 1867. évi I. törvénycikk Fölséges I. Ferencz József úr Magyarország és Társországai királyává avattatik és koronáztatik
- 1867. évi II. törvénycikk Az Ő királyi Felsége által szerencsés felavattatása és megkoronáztatása előtt az ország részére kiadott királyi hitlevél és koronáztatásakor letett királyi eskü az ország törvényei közé igtattatnak
- 1867. évi III. törvénycikk Ő császári s apostoli királyi Felségének V. Ferdinándnak a trónról, és fönséges császári királyi főherczeg Ferencz Károlynak a trónöröklésről még 1848-ik évben történt lemondásaikról
- 1867. évi IV. törvénycikk A koronázott királyi Felségnek tiszteletdij ajánltatik
- 1867. évi V. törvénycikk Felséges Erzsébet királyné megkoronáztatván, részére tiszteletdij ajánltatik
- 1867. évi VI. törvénycikk Az ország szent koronája őreinek megválasztásáról
- 1867. évi VII. törvénycikk Az 1847/8:III. tc. azon intézkedéseinek, melyek a nádor mint királyi helytartó jogkörére vonatkoznak, módositásáról és a nádorválasztás elhalasztásáról
- 1867. évi VIII. törvénycikk A miniszterium alakitására vonatkozó 1847/8. évi III. tc. 12. § módositásáról
- 1867. évi IX. törvénycikk A magyar ezredek kiegészitésére szükségelt ujonczok megajánlásáról
- 1867. évi X. törvénycikk Az 1847/8. évi IV. törvénycikk 6. §-ának módositásáról
- 1867. évi XI. törvénycikk A nemzetőrségről szóló 1847/8. évi XXII. tc. felfüggesztetik
- 1867. évi XII. törvénycikk A magyar korona országai és az Ő Felsége uralkodása alatt álló többi országok között fenforgó közös érdekü viszonyokról, s ezek elintézésének módjáról
- 1867. évi XIII. törvénycikk A vasutak és csatornák épitése végett létesitendő kölcsönről
- 1867. évi XIV. törvénycikk Azon arányról, mely szerint a magyar korona országai az 1867. évi XII. törvénycikkben a sanctio pragmatica folytán közöseknek ismert államügyek terheit ezentúl viselik
- 1867. évi XV. törvénycikk Az államadósságok után a magyar korona országai által vállalandó évi járulékról
- 1867. évi XVI. törvénycikk A magyar korona országai és Ő Felsége többi királyságai és országai közt kötött vám- és kereskedelmi szövetségről
- 1867. évi XVII. törvénycikk Az izraeliták egyenjogúságáról polgári és politikai jogok tekintetében

## Kanada
- Constitution Act, 1867 - alkotmánytörvény